# Ligne 90 du tramway de Bruxelles
Pour les articles homonymes, voir Ligne 90.
L'ancienne ligne de tramway 90 était une ligne mythique du tramway de la STIB qui reliait Rogier à la Gare du Midi en passant par la Gare du Nord , la place Liedts, la place Meiser, le square Montgomery, la Gare d'Etterbeek, Legrand, la Bascule, la place Vanderkindere et la porte de Hal, créant presque une boucle. Une grande partie de son tracé était commune à la ligne de tram 23, entre Meiser et la Gare du Midi. 

## Histoire
Au cours de l'année 1968, les voies sur les avenues Albert et Churchill à Forest et Uccle sont déplacées et mises en site spécial au milieu de la berme centrale des avenues, ces travaux sont effectués en plusieurs étapes, le 26 février avenue Churchill entre le rond-point Churchill et la chaussée de Waterloo, le 2 avril avenue Albert et le 11 juin avenue Churchill entre la place Vanderkindere et le rond-point Churchill,.
Avant le prolongement du prémétro 3 jusqu'à Albert, le tram 90 rejoignait la gare du Midi en surface par la chaussée d'Alsemberg via l'itinéraire du tram 55. Arrivé à la Barrière de Saint-Gilles, il se séparait de celui-ci et descendait la rue Théodore Verhaegen via la route du tram 81 pour arriver à la gare et marquer son terminus sur la place Bara. 
Par la suite, il fut mis en souterrain avec les trams 23 et 55 jusqu'à la station de prémétro de la gare du Midi. Ne pouvant pas marquer son terminus à cet endroit, il fut prolongé d'une station jusqu'à Lemonnier (d'où il pouvait rebrousser), mais en gardant tout de même son film  Gare du Midi. Il était aussi le seul tramway du réseau de la STIB ayant ses deux termini dans un tunnel de prémétro, qui plus est le même. 
Elle succédait à une ligne en boucle circulant avant la mise en service du prémétro Nord-Sud sur le trajet Gare du Nord - Bourse - Gare du Midi - Bois - Meiser - Rogier sous les plaques 90/91 (de Rogier à Meiser puis au Bois, aujourd'hui Cambre-Étoile) puis 91 (du Bois au Midi puis au Nord) dans un sens et 91/90 (du Nord au Bois par le Midi) puis 90 (du Bois à Rogier par Meiser) dans l'autre. Les plaques 90 et 91 étaient à cette époque aussi portées en direction du Bois par les trams rentrant au dépôt avenue  de l'Hippodrome.

## Liste des arrêts
Gare du Midi - Porte de Hal - Parvis de Saint-Gilles - Horta - Albert - Berkendael - Vanderkindere - Churchill - Cavell - Gossart - Longchamp - Bascule - Legrand - Cambre-Étoile - Buyl - Chaussée Boondael - Gare d' Etterbeek - 2e Lanciers - Arsenal - Hansen-Soulie - Pétillon - Boileau - Montgomery - Georges Henri - Diamant - Meiser - Station Meiser - Patrie - Bienfaiteurs - Coteaux - Robiano - Lefrancq - Liedts - Thomas - Gare du Nord - Rogier.